# Station Radoszowice
Station Radoszowice is een spoorwegstation in de Poolse plaats Radoszowice.